# Підвал (фільм, 1990)
«Підвал» («Zirzəmi») — радянський художній фільм 1990 року, знятий режисером Давудом Імановим на кіностудії «Азербайджанфільм».

## Сюжет
Після довгих років старання і терпіння Сабіні так і не вдалося зберегти сім'ю. Вона з болем дивилася на те, як чоловік, архітектор за освітою, губить своє життя неробством і тугою. Не витримавши спільного життя, вона йде з дому…

## У ролях
- Еліна Ісмаїлова — Сабіна
- Фарман Абдуллаєв — Теймур
- Расім Балаєв — Айз
- Фідан Назіргані — Лейла
- Олександр Кшиновлогер — Зелік
- Яшар Нурі — директор магазину
- Сафа Мірзахасанов — Чингіз
- Чингіз Шаріфов — Ельдар
- Ельміра Шабанова — Тамара
- Наїля Зейналова — Севіл
- Світлана Курленко — «Вірьовка»
- Земфіра Наріманова — Ґуля
- Насір Садихзаде — батько Каца
- Ольга Долинська — мати Каца
- Шахіра Керімова — Стелла
- Маяк Керімов — епізод
- Аріф Керімов — епізод
- Набі Кадиров — епізод
- Зіллі Намазов — епізод
- Назір Алієв — камаль
- Сахіб Гулузаде — епізод
- Ахмед Салахов — знайомий Тимура
- Микола Мірзоєв — епізод
- Агаалі Бабаєв — епізод
- Кюбра Дадашева — покупчиня в магазині
- Гюнель Мехдієва — епізод
- Е. Мехтієва — епізод
- Н. Синявська — епізод
- Наталія Логвинович — епізод
- Гюльхар Гасанова — епізод
- Тофік Тагі-заде — епізод

## Знімальна група
- Режисер — Давуд Іманов
- Сценаристка — Динара Сеїдова
- Оператор — Алекпер Мурадов
- Композитор — Хайям Мірзазаде
- Художники — Маїс Агабеков, Рафік Насіров